# 角果毛茛属
角果毛茛属（学名：Ceratocephala）是毛茛科下的一个属，为一年生草本植物。该属共有约2种，分布于欧洲中部至中亚及喜马拉雅区。